# Capucin domino
Lonchura striata
Espèce
Répartition géographique
Statut de conservation UICN

 LC  : Préoccupation mineure
Le Capucin domino, Bengali du Japon, Domino à longue queue ou Moineau domino , (Lonchura striata) est une espèce de petits passereaux commune dans le sud de l'Asie. Le Moineau du Japon (Lonchura striata domestica) est une variété domestiquée de cette espèce que l'on trouve en Chine et au Japon.

## Sous-espèces
Le Capucin domino est représenté par sept sous-espèces dont les seules différences sont la variation de l'intensité des teintes du plumage. Les quatre dernières présentent également des rectrices longues et effilées,,, :
- L. s. striata du sud de l'Inde et de Ceylan,
- L. s. fumigata des Îles Andaman,
- L. s. semistriata des Îles Nicobar,
- L. s. acuticauda du nord de l'Inde, du Népal, du Pakistan et de Thaïlande,
- L. s. swinhoei de Chine,
- L. s. subsquamicollis de Birmanie, de Malaisie, du Viêt Nam et de Sumatra,
- L. s. phaethontoptila de Taïwan

### Variétés domestiques
Seul un individu de variété domestique, issu d'élevage, est considéré comme étant un animal domestique en droit français. Les autres oiseaux relèvent donc de la législation concernant les animaux sauvages .  
Le Moineau du Japon ou L. s. domestica a été créé au Japon à la suite de l'exploitation de mutations génétiques et d'anomalies du plumage des sous-espèces L. s. acuticauda, L. s. subsquamicollis et L. s. swinhoei . 

## Description
Le Capucin domino est un petit passereau au bec robuste mesurant entre 10 et 11 centimètres et pesant environ 12,3 grammes. Il a une espérance de vie d'environ 10 ans . Son plumage est panaché de diverses teintes de marron allant du chamois au brun charbonneux ; sa tête, sa poitrine et son dos sont foncés tandis que le ventre est plus clair. Il existe de légères variations de couleurs entre les individus et les sous-espèces, mais il n'y a pas de dimorphisme sexuel . Le Moineau du Japon est, quant à lui, doté de plusieurs couleurs de mutation génétiques : panaché, blanc, perlé, brun, gris, etc .

## Distribution et habitat
Le Capucin domino est originaire d'Inde et s'est ensuite dispersé un peu partout dans le sud de l'Asie, où il est devenu un oiseau commun . Il n'est donc pas considéré comme une espèce menacée par l'UICN. En fait, il peut être considéré localement comme un nuisible pour les cultures de millets et d'autres graminées. 
Il fréquente les bois ouverts, les prairies, les broussailles proches des points d'eau et des marécages, mais aussi les champs agricoles, les rizières et les jardins. Il s'agit d'un oiseau grégaire qui se déplace en groupes à travers les sous-bois, accompagnant parfois d'autres oiseaux comme les Akalats à poitrine tachetée. Ses nids sont des grandes structures d'herbes en forme de dôme construites dans les arbres, les buissons ou les herbes. Le Capucin domino est aussi connu pour utiliser les nids abandonnés du Tisserin baya. 

## Mode de vie
Petit oiseau sociable, le Capucin domino vit en petits groupes de 10 à 50 individus. Il dort dans des nids communs, souvent en compagnie de Capucins damiers ou de Tisserins bayas. Normalement sédentaire, il vit proche de points d'eau à moins de 900 mètres d'altitude, mais il peut se déplacer en cas de recherche de nourriture. Néanmoins, il a déjà été observé à 1500-2000 m d'altitude dans l'Himalaya lors des périodes de reproduction .

### Alimentation
Le Capucin domino se nourrit principalement de graines herbeuses, comme le millets et d'autres graminées, des graines de riz ou des graines de bambous. Il mange également des filaments de spirogyres séchées, des algues vertes se développant dans les rizières et qui sont une bonne source de protéines ,,. Sa consommation d'insectes est incertaine et n'a jamais été prouvée .

### Reproduction
Le Capucine domino peut se reproduire toute l'année. Le mâle se manifeste par un chant assez discret et des sautillements verticaux . Il s'occupe d'amener les différents matériaux - fibres, tiges et lianes souples - tandis que la femelle se charge de la construction du nid dans un buisson ou un arbre, éloigné des autres colonies de Capucins. Cette dernière pond ensuite de 3 à 8 œufs blancs qu'elle et son partenaire couvent alternativement pendant 14 jours. Ils s'occupent ensuite ensemble des petits, qui naissent nus et aveugles. Les jeunes sortent du nid au bout de 3 semaines puis sont complètement indépendants à la 5ème semaine. Même après leur envol, la famille continue d'occuper le nid comme lieu de repos .

## Galerie

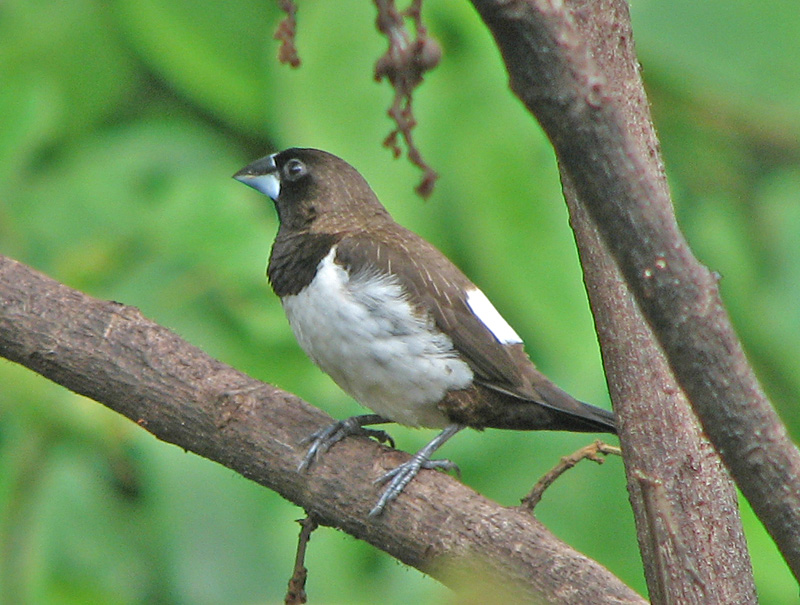
Lonchura striata
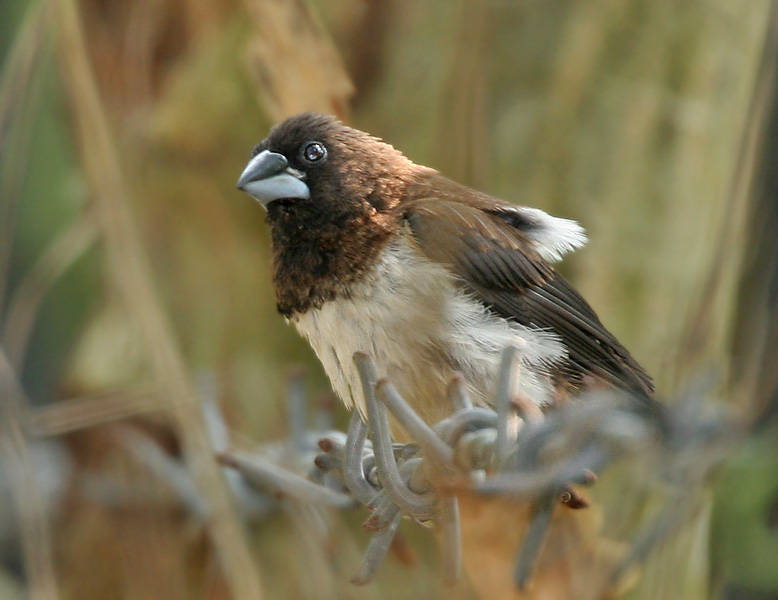
Lonchura striata acuticauda
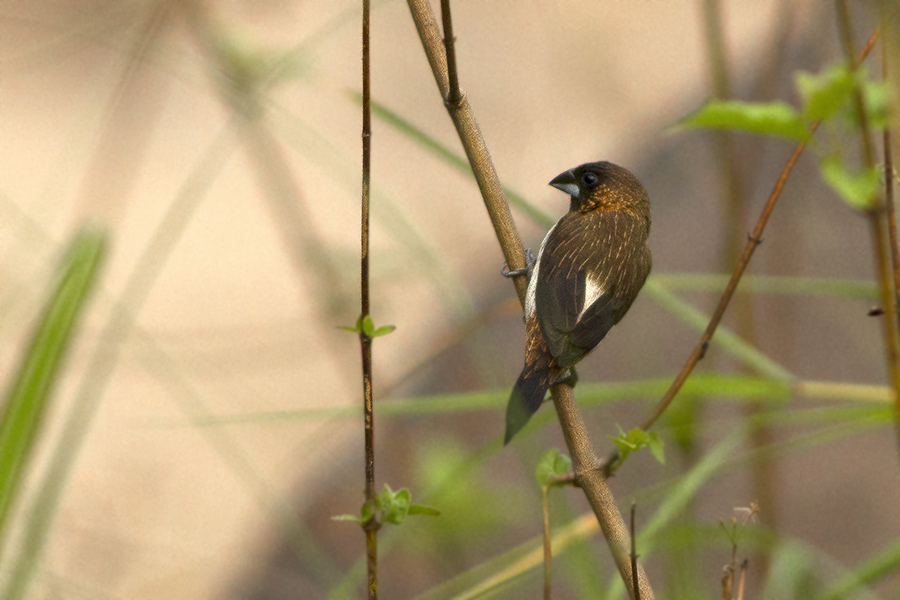
Lonchura striata acuticauda
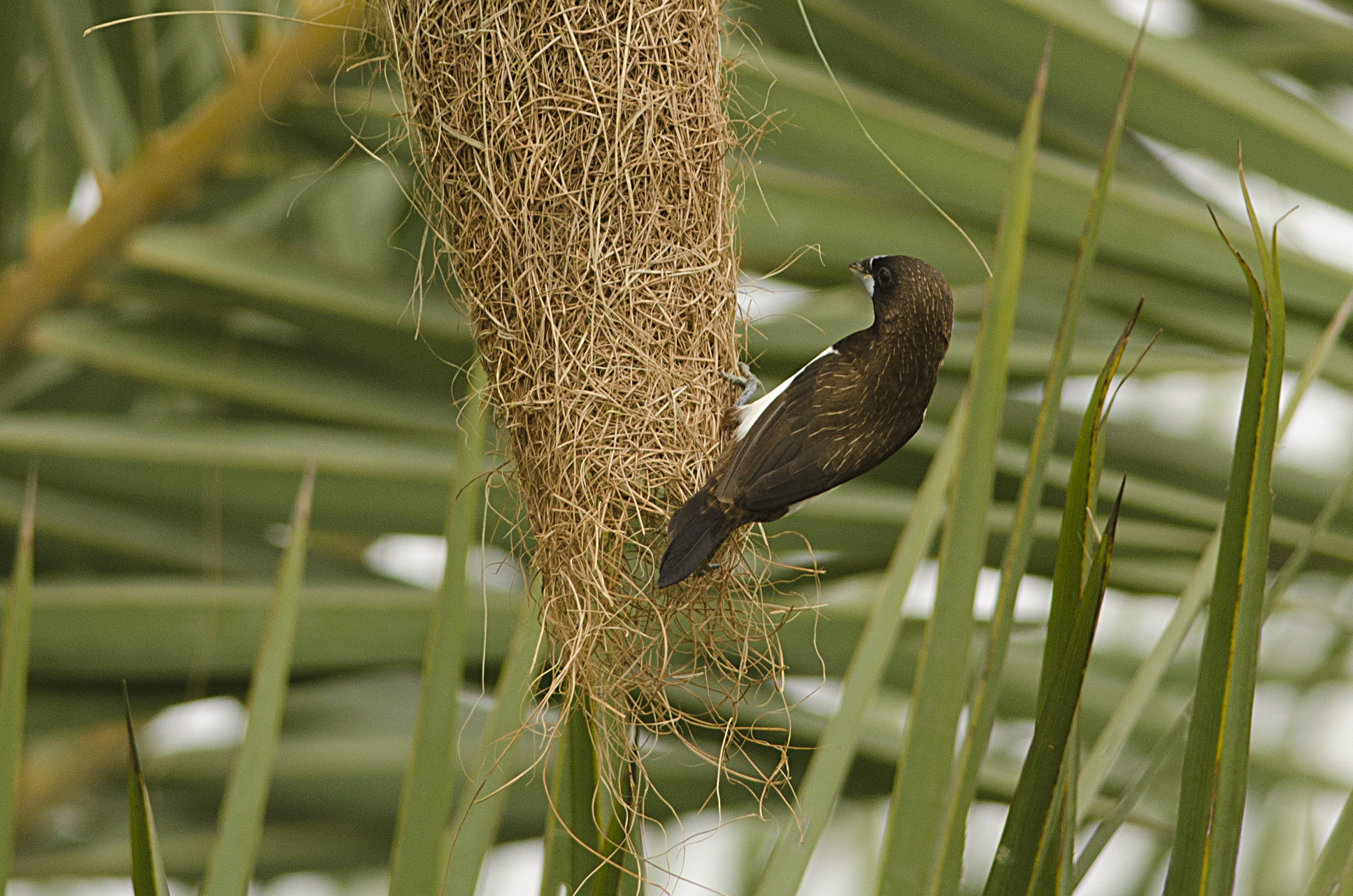
Lonchura striata sur un nid abandonné
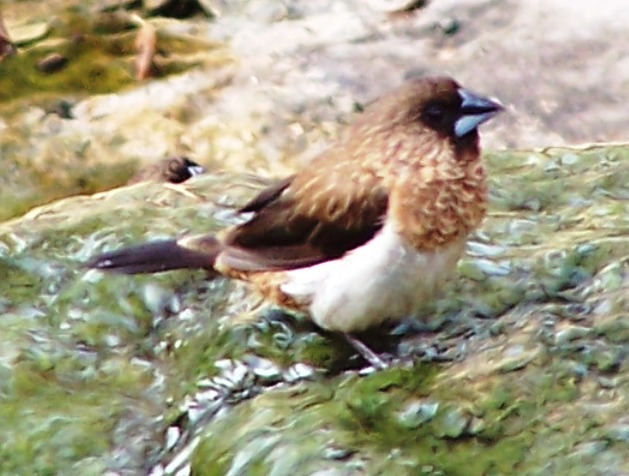
Lonchura striata prenant un bain.
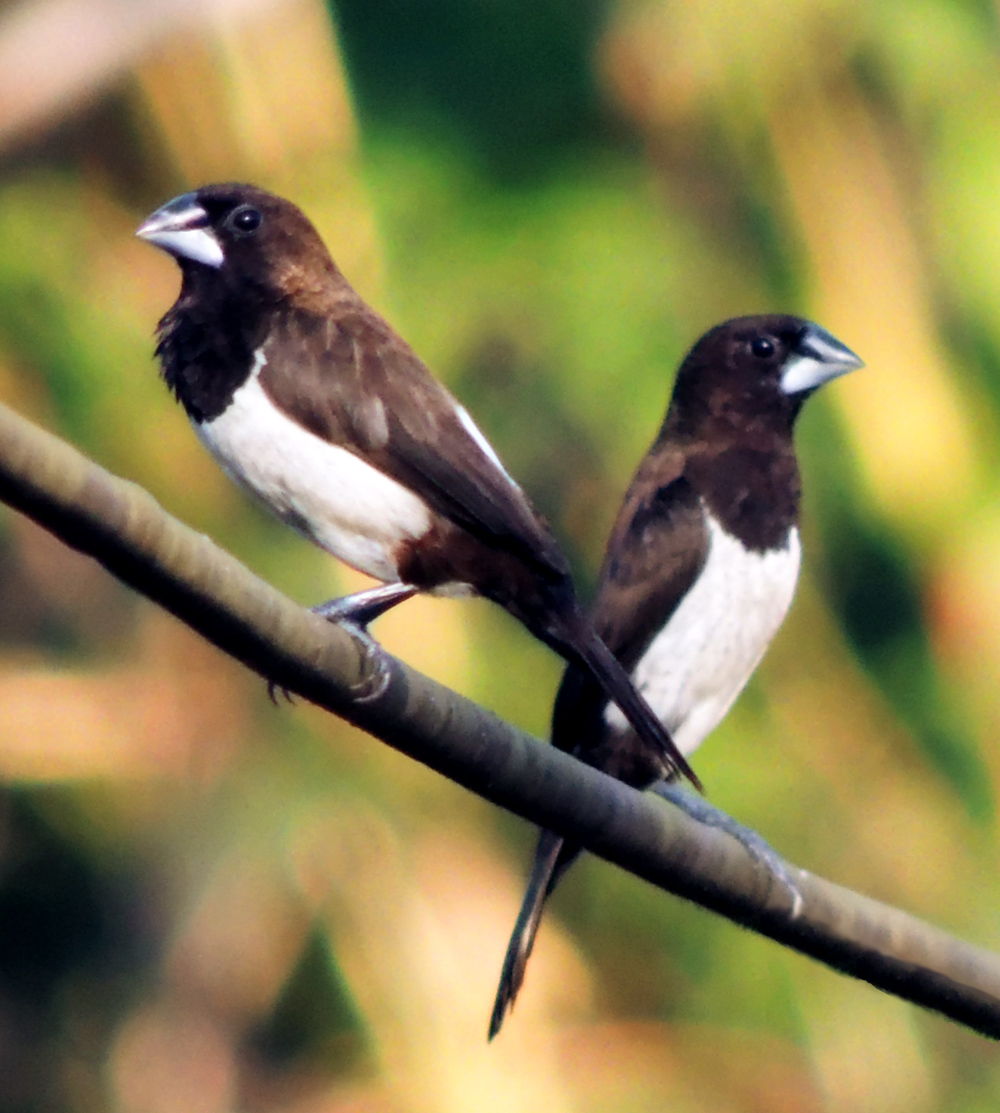
Lonchura striata striata
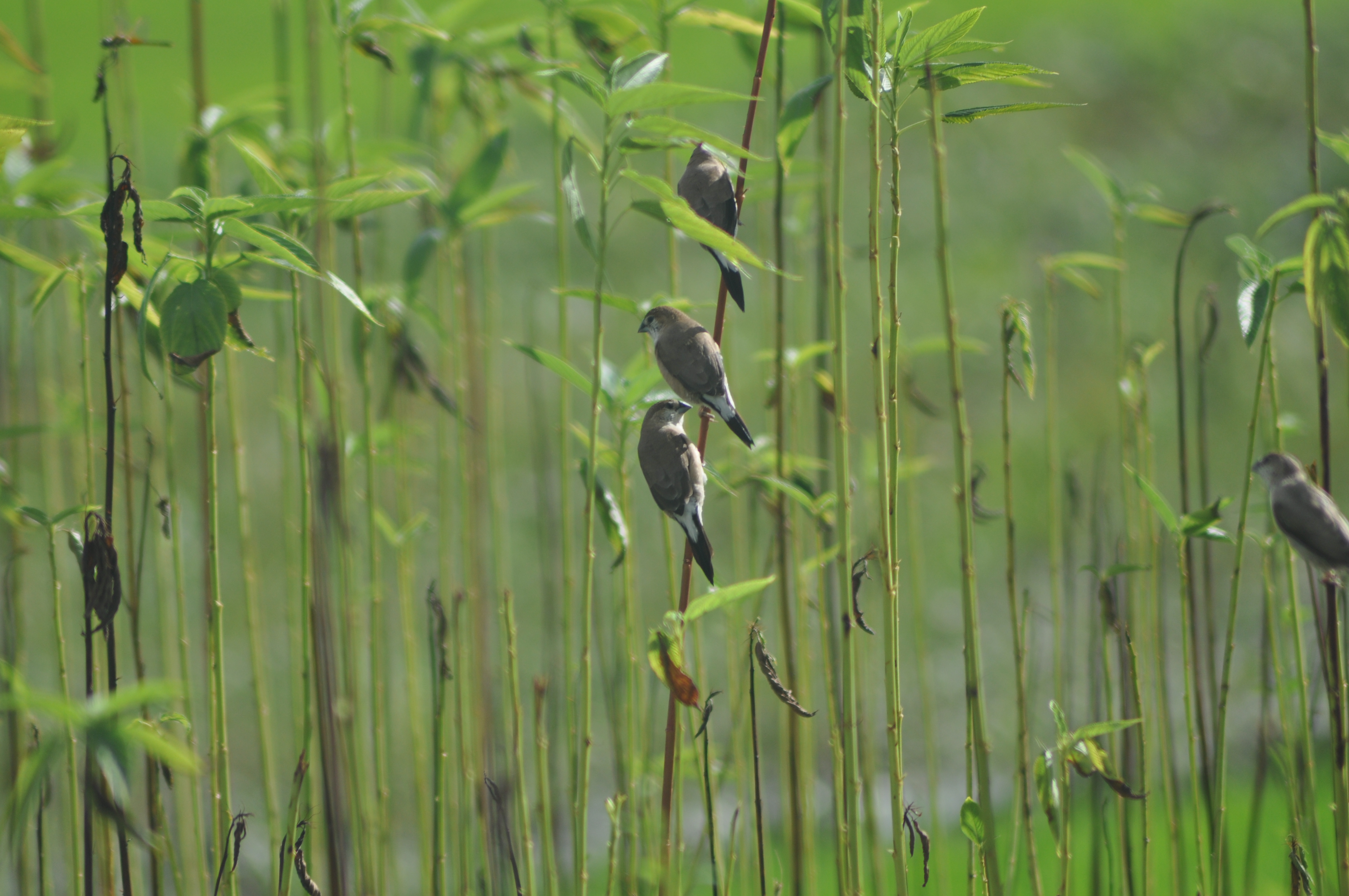
Lonchura striata
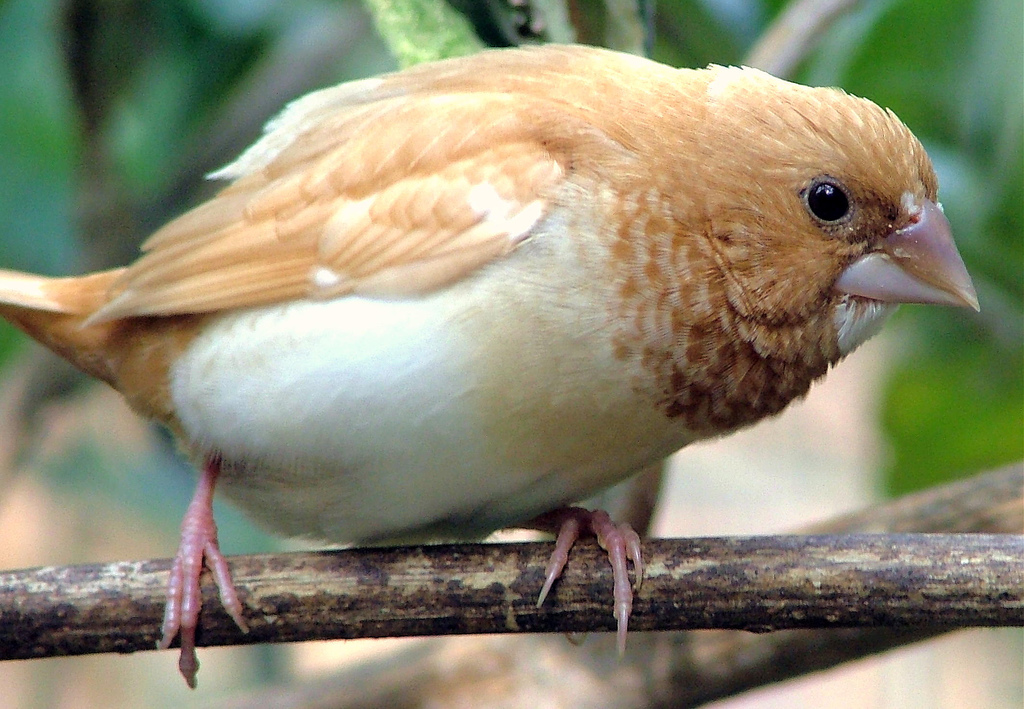
Moineau du Japon